# Корте Тоњети (Лука)
Корте Тоњети је насеље у Италији у округу Лука, региону Тоскана.
Према процени из 2011. у насељу је живело 82 становника. Насеље се налази на надморској висини од 25 м.